# Zdice
Zdice é uma cidade checa localizada na região da Boêmia Central, distrito de Beroun.